# Норвуд (Мисури)
Норвуд (енгл. Norwood) град је у америчкој савезној држави Мисури.

## Демографија
По попису из 2010. године број становника је 665, што је 113 (20,5%) становника више него 2000. године.
| Група             | 2000.       | 2010.       |
| Белци             | 538 (97,5%) | 633 (95,2%) |
| Афроамериканци    | 0 (0,0%)    | 6 (0,9%)    |
| Азијати           | 0 (0,0%)    | 0 (0,0%)    |
| Хиспаноамериканци | 3 (0,5%)    | 9 (1,4%)    |
| Укупно            | 552         | 665         |